# 横浜市立菅田の丘小学校
横浜市立菅田の丘小学校（よこはましりつ すげたのおかしょうがっこう）は、神奈川県横浜市神奈川区菅田町にある公立小学校。

## 概要
学校再編により2021年度（令和3年度）、横浜市立池上小学校と横浜市立菅田小学校を統合して開校した。
閉校となった横浜市立菅田小学校の校舎を利用した後、2024年5月7日に横浜市立池上小学校の校地に校舎を新設し移転した。

## 沿革
- 2021年（令和3年）4月1日 - 開校。児童数522名、学級数22、教職員47名でスタートを切った[3]。開校時点では旧菅田小学校の校舎を使用[2]。
- 2022年（令和4年）3月18日 - 第1回卒業式挙行[4]。
- 2024年（令和6年）5月7日 - 建て替え工事を行った旧池上小学校校舎に移転[2]。

## 通学区域
- 横浜市神奈川区
  - 三枚町（203番地～220番地、237番地～245番地、254番地～266番地）
  - 菅田町（1番地～348番地、388番地～398番地、401番地～407番地、409番地、414番地～424番地、426番地、435番地2号、436番地～624番地、626番地～867番地2号、867番地7号～9号、 867番地11号～18号、867番地20号～26号、867番地29号～33号、867番地35号～38号、867番地40号、867番地41号、867番地43号、867番地50号～52号、867番地95号～210号、868番地～889番地5号、889番地7号～1587番地、1589番地～1594番地、1596番地～2886番地、2891番地～2902番地、2911番地～2926番地、2942番地～2960番地）[5]

## 進学先中学校
- 横浜市立菅田中学校[5]

## 学校周辺
- 西菅田団地、ひまわり団地
- 横浜市立西菅田保育園

## 交通
相鉄バス「浜1」系統で「菅田の丘小学校下」バス停下車。